# Nugzar Shataidze
Nugzar Shataidze (en georgiano ნუგზარ შატაიძე; Tiflis, 9 de marzo de 1944 - Tiflis, 10 de febrero de 2009) fue un novelista, dramaturgo y guionista georgiano.

## Biografía
Nugzar Shataidze estudió en la Universidad Estatal Ivane Javakhishvili de Tiflis y más tarde en la facultad de Física del Instituto Técnico, especializándose en Ingeniería Energética. Trabajó en la Planta de Ingeniería Eléctrica de Tiflis como ingeniero en el sistema eléctrico estatal de Georgia.
También fue jefe de departamento en el periódico Lelo, jefe de departamento de prosa en la editorial Merani y jefe del departamento editorial en el diario Omega.
La lectura de obras de Revaz Inanishvili y Guram Rcheulishvili, entre otros, despertaron en Shataidze su interés por la literatura.

## Obra
El primer cuento de Nugzar Sjhtaidze, Flores blancas, fue publicado en la revista Tsiskari en 1968, y en 1979 publicó su primera colección de relatos. En 2005 obtuvo el premio literario SABA  por su colección Lluvia de noviembre. El relato que da título al libro refleja la difícil época estalinista en la Georgia de las décadas de 1930 y 1940; tomando como referencia una familia concreta, el escritor describe magistralmente cómo el totalitarismo destruye y devasta la psique humana, y cómo acaba con la dignidad de las personas. La obra de Shataidze está impregnada por una dolorosa empatía por su país y por la humanidad en general. Casi no hay una etapa significativa en la historia de Georgia —especialmente la del siglo XX— que no haya recibido la atención del autor. De acuerdo a los críticos, los textos incluidos en su libro Un encuentro (შეხვედრა, 2010) son los que reflejan mejor la esencia y las distintas fases del trabajo creativo de Shataidze.
En 2009 el director Giorgi Ovashvili rodó la película La otra orilla basada en el relato homónimo de Nugzar Shataidze. Exhibida en festivales internacionales de cine en más de treinta países, ganó el premio al mejor guion en el Festival de cine de Gonfreville (Francia). La relación entre escritor y director prosiguió con el cuento La isla, que más tarde se convirtió en la aclamada película Simindis kundzuli (La isla del maíz). Esta película fue una de las nueve películas preseleccionadas para los premios Óscar 2015 en la categoría de mejor película en lengua extranjera.